# 吉原祇園太鼓セッションズ
吉原祇園太鼓セッションズ（よしわらぎおんたいこセッションズ）は、静岡県富士市吉原を拠点とする音楽団体。
吉原祇園祭に参加するメンバーを中心に2015年に結成された。
地元である静岡県富士市で開催されている総合コンテンツのフェス「Fuji & Sun」には初回となる2021年より出演している。
2022年3月に初の音源となる3曲入りのEPをリリース。翌2023年4月には2枚目となる12インチ・シングルをリリース。
2024年にはシンガーのナツ・サマーを客演に迎えて7インチ・シングル「ダヒル・サヨ / ソウルリンボ」をプロデューサーであるTOP DOCA主宰のこだまレコードよりリリース。2025年8月には待望の1stフル・アルバム「Taiko!」がリリースされる。